# Brasiguaios
O termo  brasiguaio geralmente é usado quando referendo-se aos são brasileiros e seus descendentes estabelecidos em território da República do Paraguai, principalmente nas regiões fronteiriças Canindeyú e Alto Paraná, no sudeste do Paraguai, também brasileiros que emigraram para o Paraguai regressaram ao Brasil.
Na década de 1960, começou a migração significativa de brasileiros, um grande número do estado do Paraná e Rio Grande do Sul estimulada por políticas de desenvolvimento agrário em ambos países. Em 1967, com a mudança da lei que proibia estrangeiros de comprar terras no Paraguai, o número de brasileiros no Paraguai aumentou rapidamente. Não se sabe quando o termo surgiu, sabe-se que já é usado desde a década de 1970. No entanto, o termo Brasiguaio tornou-se popular em 1985, quando um grande grupo de brasiguaios retornou ao Brasil com a assistência do Movimento dos Trabalhadores Rurais Sem-Terra (MST).
Em algumas zonas fronteiriças, os Brasiguaios e os seus descendentes são mais de 90% da população, onde o português ainda é falado como língua materna. Na cidade de San Alberto de Mbaracayú, aproximadamente 80% dos seus 23.000 habitantes são de ascendência brasileira. As origens dos Brasiguaios são provenientes de quatro estados, os três estados da Região Sul do Brasil, Paraná, Santa Catarina, e Rio Grande do Sul, além do Mato Grosso do Sul. A maioria dos Brasiguaios são brancos de ascendência alemã, italiana, e polaca.